# Famiano Michelini

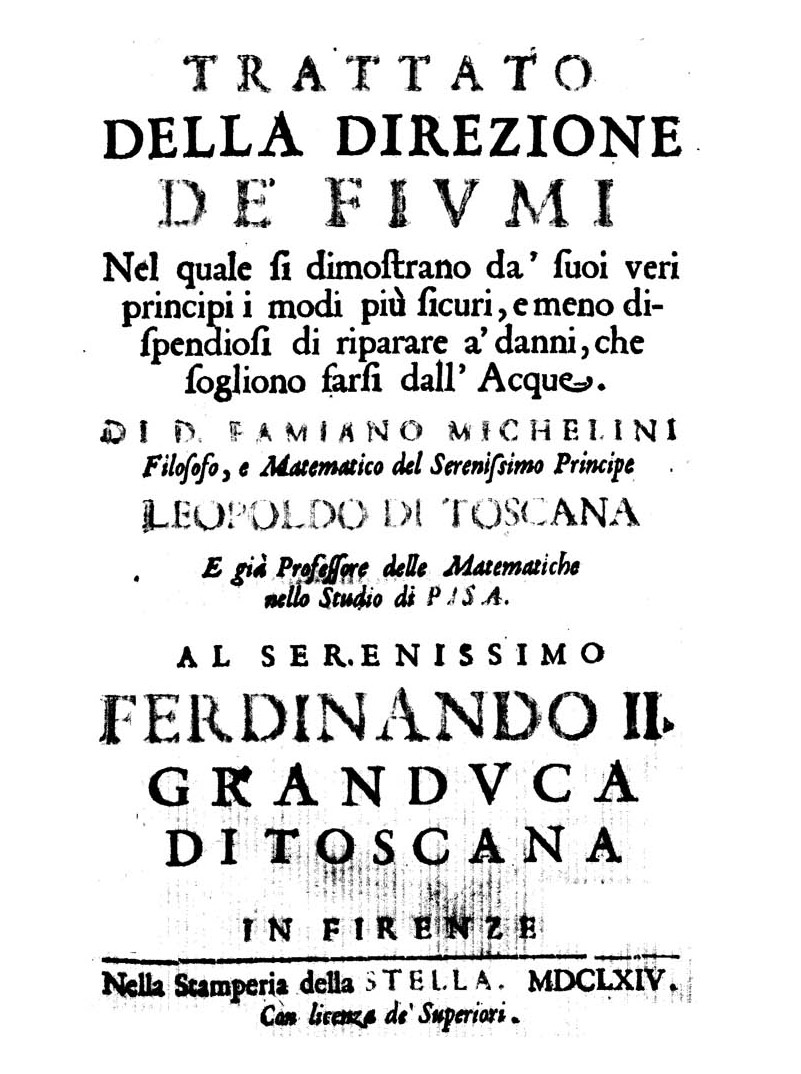
Trattato della direzione de' fiumi, 1664

Famiano Michelini, Ordensname Bruder Francesco di San Giuseppe, (* 31. August 1604 in Rom; † 20. Januar 1665 in Florenz) war ein italienischer Mathematiker, Ingenieur und Geistlicher (Piarist).

## Leben
Michelini studierte in Genua in der Schule der Piaristen, deren Orden er unter dem Namen Francesco di San Giuseppe beitrat. Sein Mathematiklehrer war dort Antonio Santini (1557–1662), Korrespondent von Galilei. Er war Laienbruder ab 1619 oder 1621 (und wurde erst 1636 ordiniert). Die Piaristen erhielten 1621 Ordensstatus. 1629 wurde er von den Piaristen nach Florenz geschickt, wo der Orden eine neue Schule eröffnet hatte und wo er Mathematiklehrer war. Er wurde in Florenz mit einem Empfehlungsschreiben von Giovanni Battista Baliani bei Galileo Galilei eingeführt, war ein Anhänger von dessen Lehre und korrespondierte später mit Galilei. Neben seiner Tätigkeit als Lehrer an der Schule der Piaristen unterrichtete er privat, unter anderem die Brüder von Ferdinando II. de’ Medici (Kardinal Gian Carlo und Prinz Leopold). Mit Privatunterricht begonnen hatte er, als die Piaristen-Schule wegen der Pest vorübergehend geschlossen hatte. Durch den Einfluss von Michelini wurde die Piaristen-Schule zu einem Zentrum der modernen naturwissenschaftlichen Lehre im Sinne Galileis. Dabei hatte er die Protektion des Ordensleiters José Calasanz, der ihm geeignete junge Ordensleute schickte. Auf Wunsch der Medici eröffnete sie auch 1638 eine spezielle Klasse nur für Edelleute.
Als die Galileo Affäre hochkochte wurde er 1632 vom Orden nach Rom geschickt, wo er aber in engen Kontakt mit dem Galilei Vertrauten, Hydraulik-Spezialisten, Benediktiner-Pater und Professor in Rom Benedetto Castelli trat (ebenfalls ehemaliger Lehrer der Medici Prinzen). Auf Druck der Medici Fürsten kam er aber wieder zurück nach Florenz. Während Galileis letzten Jahren in Hausarrest in Arcetri standen Michelini und seine Schüler in Kontakt zu ihm. Michelini schickte ihm Geschenke und ausgesuchte Ordensleute wie Clemente Settini. Michelini war allerdings 1637 wieder in Rom und 1638 in Pisa, wo er mit dem Unterricht für die Medici Prinzen Gian Carlo und insbesondere Leopoldo von Medici in Mathematik begann und mit dessen Hof umherreiste. Möglicherweise unterrichtete er auch den Herzog Ferdinand von Medici in Astronomie.
1648 wurde er Professor für Mathematik in Pisa als Nachfolger von Vincenzo Renieri (1606–1648). 1655 verlor er diesen Lehrstuhl. Vieles spricht dafür, dass er die Gunst des Fürsten Ferdinand von Medici verlor. Er war dann eine Zeitlang Vikar bei dem Bischof von Patti in Sizilien und kehrte dann nach Florenz zurück, wo er wieder die Gunst der Medicis suchte und er zumindest von Leopold von Medici unterstützt wurde, der sein Buch über Hydraulik finanzierte.
Er war nicht Mitglied der 1657 gegründeten Accademia del Cimento, die die Medici gründeten. Die Gründe sind nicht genau bekannt, wahrscheinlich dürfte aber seine Nähe zu Galilei ausschlaggebend gewesen sein, die von der Inquisition nicht gern gesehen wurde und auf die die Medici starke Rücksicht nahmen. Auch die Schule der Piaristen in Florenz und Michelini bekamen den Unwillen der Inquisition wegen ihrer Nähe zu Galilei zu spüren. Er war aber Mathematiklehrer mehrerer Mitglieder der Akademie (Candido del Buono, Paolo del Buono und wie erwähnt die Medici Prinzen, Vincenzo Viviani war Schüler des Ordenslehrers Clemente Settini).
Er vertrat die Priorität des Experiments und der Naturwissenschaft auch in der Medizin (hatte darin aber keinen Abschluss) und war einer der Pioniere auf dem Gebiet der Hydraulik, in der er in eine langjährige Kontroverse mit Evangelista Torricelli verwickelt war.
In der Medizin befürwortete er Gewichtskontrolle und Verwendung des Saftes von Zitrusfrüchten. Als Befürworter des Experiments in der Medizin ebnete er den Weg für Francesco Redi und Giovanni Alfonso Borelli.
Er arbeitete in Florenz als Wasserbauer (Entwässerung, Begradigung von Arno und anderen Flüssen). Er beriet auch in Bezug auf die Versandung der Lagune von Venedig. Von ihm stammt ein Trattato della direzione de Fiumi (Florenz 1664, wieder abgedruckt 1700 in Bologna und 1723 von dem Professor in Bologna Domenico Guglielmini (1655–1710) in dessen Raccolta d'autori che trattano dell'acque aufgenommen) über Flüsse und ihre Begradigung. Das Buch ist dem Großherzog der Toskana Ferdinand von Medici gewidmet.

## Werke
- Trattato della direzione de fiumi. 1664.